# Aimée de Heeren
Aimée de Heeren, nascida Aimée Soto-Maior de Sá (Castro, 3 de agosto de 1903 — Nova York, 14 de setembro de 2006), foi uma socialite brasileira.

## Biografia
Originária do interior do Paraná, mudou-se ainda adolescente para o Rio de Janeiro, onde se casou com um primo distante, Luís Simões Lopes, que era chefe de gabinete de Getúlio Vargas. Porém, o casal separou-se pouco depois em razão dos boatos sobre o caso extraconjugal que Aimée mantinha com Getúlio. Ela é a suposta bem-amada do diário de Vargas. Contudo, nunca admitiu nem negou ter sido amante do presidente.
Em 1939, ela deixou o Brasil para viver na Europa, mas com a Segunda Guerra Mundial foi obrigada a partir para os Estados Unidos, casando-se com o milionário Rodman Arturo de Heeren, herdeiro da rede de lojas de departamento Wanamaker's. O casal possuía casas em Paris, Nova Iorque, Palm Beach e Biarritz. Em 1941, Aimée era, segundo a revista Time, a terceira mulher mais elegante do mundo — depois da Duquesa de Windsor e de Barbara Cushing, editora de moda da Vogue dos Estados Unidos. Mais tarde, seria incluída no Fashion Hall of Fame.
Em meados dos anos 1950, quando era embaixador do Brasil em Londres, Assis Chateaubriand apaixonou-se por ela.
Desde 1939, Aimée de Heeren também era amiga de Coco Chanel.
Faleceu em 2006 aos 103 anos de idade.